# Edward Joseph Weisenburger
Edward Joseph Weisenburger (Alton, 23 dicembre 1960) è un arcivescovo cattolico statunitense, dall'11 febbraio 2025 arcivescovo metropolita di Detroit e superiore ecclesiastico delle Isole Cayman.

## Biografia
Edward Joseph Weisenburger è nato ad Alton, Illinois, il 23 dicembre 1960 ed è il terzo dei quattro figli sopravvissuti di Edward John Weisenburger e Asella (nata Walters). Suo padre era un ufficiale militare e sua madre una casalinga.

### Formazione e ministero sacerdotale
Ha frequentato la Edison Elementary School e la Eisenhower High School a Lawton, Oklahoma. Ha studiato filosofia presso il Conception Seminary College a Conception e teologia presso l'Università Cattolica di Lovanio risiedendo nel Collegio americano dell'Immacolata Concezione.
Il 19 dicembre 1987 è stato ordinato presbitero per l'arcidiocesi di Oklahoma City in cattedrale dall'arcivescovo Charles Alexander Kazimieras Salatka. In seguito è stato vicario parrocchiale della parrocchia di Santa Maria a Ponca City dal 1987 al 1990 e della parrocchia di San Pietro a Woodward nel 1990. Lo stesso anno è stato inviato in Canada per studi. Nel 1992 ha conseguito la licenza in diritto canonico all'Università di San Paolo a Ottawa. Tornato in patria è stato vice-cancelliere arcivescovile e officiale del tribunale arcidiocesano dal 1992 al 1996; parroco della parrocchia della Santissima Trinità a Okarche dal 1995 al 2002; vicario generale dal 1996 al 2012 e rettore della cattedrale di Nostra Signora del Perpetuo Soccorso dal 2002 al 2012. È stato anche membro del collegio dei consultori e del consiglio presbiterale dall'autunno del 1995 e promotore di giustizia nella causa di beatificazione di Stanley Francis Rother. Il 2 ottobre 2009 è stato nominato prelato d'onore di Sua Santità.

### Ministero episcopale

Stemma di monsignor Weisenburger come vescovo di Salina.

Stemma di monsignor Weisenburger come vescovo di Tucson

Il 6 febbraio 2012 papa Benedetto XVI lo ha nominato vescovo di Salina. Ha ricevuto l'ordinazione episcopale il 1º maggio successivo nella cattedrale del Sacro Cuore di Gesù a Salina dall'arcivescovo metropolita di Kansas City Joseph Fred Naumann, co-consacranti l'arcivescovo metropolita di Oklahoma City Paul Stagg Coakley e l'arcivescovo emerito della stessa arcidiocesi Eusebius Joseph Beltran. Durante la stessa celebrazione ha preso possesso della diocesi.
Nel marzo del 2012 ha compiuto la visita ad limina.
Il 3 ottobre 2017 papa Francesco lo ha nominato vescovo di Tucson. Ha preso possesso della diocesi il 29 novembre successivo.
Nel febbraio del 2020 ha compiuto una seconda visita ad limina.
L'11 febbraio 2025 papa Francesco lo ha nominato arcivescovo metropolita di Detroit e superiore ecclesiastico delle Isole Cayman. Ha preso possesso dell'arcidiocesi il 18 marzo successivo.
Fa parte del consiglio del seminario "Mundelein" di Chicago.
È membro dei Cavalieri di Colombo e dell'Ordine equestre del Santo Sepolcro di Gerusalemme.
Oltre all'inglese, conosce lo spagnolo.

## Genealogia episcopale
La genealogia episcopale è:
- Cardinale Scipione Rebiba
- Cardinale Giulio Antonio Santori
- Cardinale Girolamo Bernerio, O.P.
- Arcivescovo Galeazzo Sanvitale
- Cardinale Ludovico Ludovisi
- Cardinale Luigi Caetani
- Cardinale Ulderico Carpegna
- Cardinale Paluzzo Paluzzi Altieri degli Albertoni
- Papa Benedetto XIII
- Papa Benedetto XIV
- Papa Clemente XIII
- Cardinale Enrico Benedetto Stuart
- Papa Leone XII
- Cardinale Chiarissimo Falconieri Mellini
- Cardinale Camillo Di Pietro
- Cardinale Mieczysław Halka Ledóchowski
- Cardinale Jan Maurycy Paweł Puzyna de Kosielsko
- Arcivescovo Józef Bilczewski
- Arcivescovo Bolesław Twardowski
- Arcivescovo Eugeniusz Baziak
- Papa Giovanni Paolo II
- Cardinale Justin Francis Rigali
- Arcivescovo Joseph Fred Naumann
- Vescovo Edward Joseph Weisenburger

## Araldica
| Stemma | Titolare                                     | Descrizione |
|        | Edward Joseph Weisenburger Vescovo di Tucson | Partito: al primo d'oro al cervo ritto di rosso, movente da un monte di tre vette di nero, addestrato in capo da una croce patente scorciata fitta di rosso; al secondo d'oro alla punta di freccia di rosso all'ingiù, caricata di una stella (6) del campo, al capo d'azzurro, all'agnello pasquale seduto, nimbato dalla croce patente d'oro e tenente un vincastro dello stesso. Ornamenti esteriori da vescovo. Motto: "Behold the lamb of God - He aquí el cordero de Dios". |